# Syagre d'Autun
Saint Syagre d'Autun (en latin Syagrius) fut évêque d'Autun à la fin du VIe siècle. En 599, le pape Grégoire lui décerne le pallium. Il meurt en 600 croit-on généralement, il fut déclaré saint par un concile de Mâcon. Fêté le 2 septembre.

## Historique
Fils de l'évêque Désiré de Verdun, ce serait lui qui tua par vengeance un certain Sirivald. En effet, Désiré de Verdun, évêque de Verdun ayant été accusé auprès du roi Thierry par un certain Sirivald, après la mort de Désiré, pour des raisons de rivalité et de vengeance,  Syagre (Syagrius) son fils, organise une expédition punitive à Fleurey-sur-Ouche, en 554, pour y assassiner Sirivald dans une villa, après avoir assassiné une première personne par méprise, il retourne accomplir son forfait.
En 567, il participe au second synode de Lyon, et en 573 au quatrième concile de Paris réuni par Gontran, puis au premier concile de Mâcon en 581, et en 583 au troisième concile de Lyon.
Il reçoit en 596 des moines envoyés par le pape Grégoire le Grand en mission pour convertir l'Angleterre. Cette mission grégorienne était conduite par le moine Augustin.
L'évêque Syagre obtint de la reine Brunehaut qu'elle fasse construire à Autun trois établissements qui devaient jouer un grand rôle dans l'histoire de la ville : l'hospice; l’abbaye Saint-Andoche d'Autun, l'abbaye Sainte-Marie de Saint-Jean-le-Grand d'Autun pour les femmes et l'abbaye Saint-Martin d'Autun, pour les hommes.
Venance Fortunat qui était un brillant compositeur de Carmina à la poésie compliquée envoya de nombreuses acrostiches à Syagre, pour lui demander de les faire peindre dans le vestibule de son palais.